# Zasłonak porysowany
Zasłonak porysowany (Cortinarius incisus (Pers.) Fr.) – gatunek grzybów należący do rodziny zasłonakowatych (Cortinariaceae).

## Systematyka i nazewnictwo
Pozycja w klasyfikacji według Index Fungorum: Cortinarius, Cortinariaceae, Agaricales, Agaricomycetidae, Agaricomycetes, Agaricomycotina, Basidiomycota, Fungi.
Po raz pierwszy opisał go w 1801 r. Christiaan Hendrik Persoon, nadając mu nazwę Agaricus incisus. W 1838 r. Elias Fries przeniósł go do rodzaju Cortinarius. Pozostałe synonimy:
- Agaricus gentilis d incisus (Pers.) Fr. 1821
- Gomphos incisus (Pers.) Kuntze 1891
- Hydrocybe incisa (Pers.) M.M. Moser 1953
- Telamonia incisa (Pers.) Wünsche 1877

Franciszek Błoński w 1896 r. nadał mu polską nazwę zasłonak nacięty, Andrzej Nespiak w 1981 r. zasłonak pocięty, Władysław Wojewoda w 2003 r. zarekomendował nazwę zasłonak porysowany.

## Morfologia
Kapelusz
Średnio mięsisty, higrofaniczny, o szerokości 2–5 cm, dzwonkowato-wypukły, z niewielkim garbkiem o kształcie od ostrego do tępego. Powierzchnia tabaczkowobrązowa do cynamonoworudej, naga, promieniście drobno porysowana, szczególnie w kierunku brzegu, nieprążkowana. Brzeg początkowo podgięty.
Blaszki
Przyrośnięte, potem zatokowate, o średniej gęstości i szerokości, blaszeczki węższe, początkowo cynamonowe, potem żelaziste. Ostrza równe.
Trzon
Wysokość 3–6 cm, średnica 0,2–0,5 cm, równy, początkowo watowaty, potem pusty, prosty lub wygięty. Powierzchnia u góry naga, ku dołowi włókienkowata, brązowa, na dolnej połowie biaława od osłony.
Miąższ
Cienki, tej samej barwy co powierzchnia, potem blady.
Cechy mikroskopowe
Zarodniki szerokoelipsoidalne, 78,5 (–9) × 5–6 µm, prawie gładkie, pod mikroskopem blado-rdzawe.

## Występowanie i siedlisko
Podano jego występowanie w Europie i Ameryce Północnej. W Polsce podano wiele stanowisk. Najbardziej aktualne stanowiska podaje internetowy atlas grzybów. Znajduje się w nim na liście gatunków zagrożonych i wartych objęcia ochroną.
Naziemny grzyb mykoryzowy występujący w lasach liściastych i iglastych.